# 琥珀青龍
《琥珀青龍》（The Green Dragon Conspiracy），是香港麗的電視的劇集，於1982年5月首播，共20集。

## 概要
本劇未獲授权改編自古龍小説《白玉老虎》，而且各處橋段都極爲神似，只是有名称上的不同之處。

## 劇情簡介
大鵬堂的三堂主上官一劍，把大堂主趙翎的首級獻給徐門，以示投降。趙翎之子趙軒潛入徐家堡，為父報仇，欲殺上官一劍之際，捏碎了「琥珀青龍」，內藏其父之遺書，始知其父原是甘願獻出頭顱讓上官一劍偽降徐家堡，藉以進行反間計。真相大白，趙軒遵從父命，與上官家化解仇恨，誓要合力消滅徐家堡。

## 主要演員
- 姜大衛 飾 趙　軒
- 伍衛國 飾 徐　玉
- 陳秀雯 飾 上官翩翩
- 關偉倫 飾 徐傲/阿陀
- 伍永森 飾 蕭東樓
- 徐少強 飾 王　彪
- 劉一帆 飾 袁一光
- 黃雪梅 飾 菁　菁
- 葉玉萍 飾 趙晴晴
- 鮑漢琳 飾 上官一劍
- 張瑛 飾 楊曉風
- 蔡瓊輝 飾 阮慧娘
- 曾偉權 飾 曲　全
- 凌文海 飾 九幽侯
- 李亨 飾 趙　翎
- 徐寶鳳 飾 徐娟娟
- 鄭雷 飾 雷震天
- 唐若菁 飾 徐老太君
- 鄭恕峰 飾 徐　缺
- 吳鳳華 飾 瑤 姬

## 海外播放
台灣則由華視於1982年10月16日至11月27日期間，播出重新剪輯為每集兩小時的國語配音版本，共7集。